# Hannivți, Jîdaciv
Hannivți (în ucraineană Ганнівці) este un sat în comuna Ruda din raionul Jîdaciv, regiunea Liov, Ucraina.

## Demografie
Componența lingvistică a localității Hannivți
     Ucraineană (100%)
Conform recensământului din 2001, toată populația localității Hannivți era vorbitoare de ucraineană (100%).